# Neuwirthshaus (Plankenfels)
Neuwirthshaus ist ein Wohnplatz der Gemeinde Plankenfels im Landkreis Bayreuth (Oberfranken, Bayern).

## Geografie

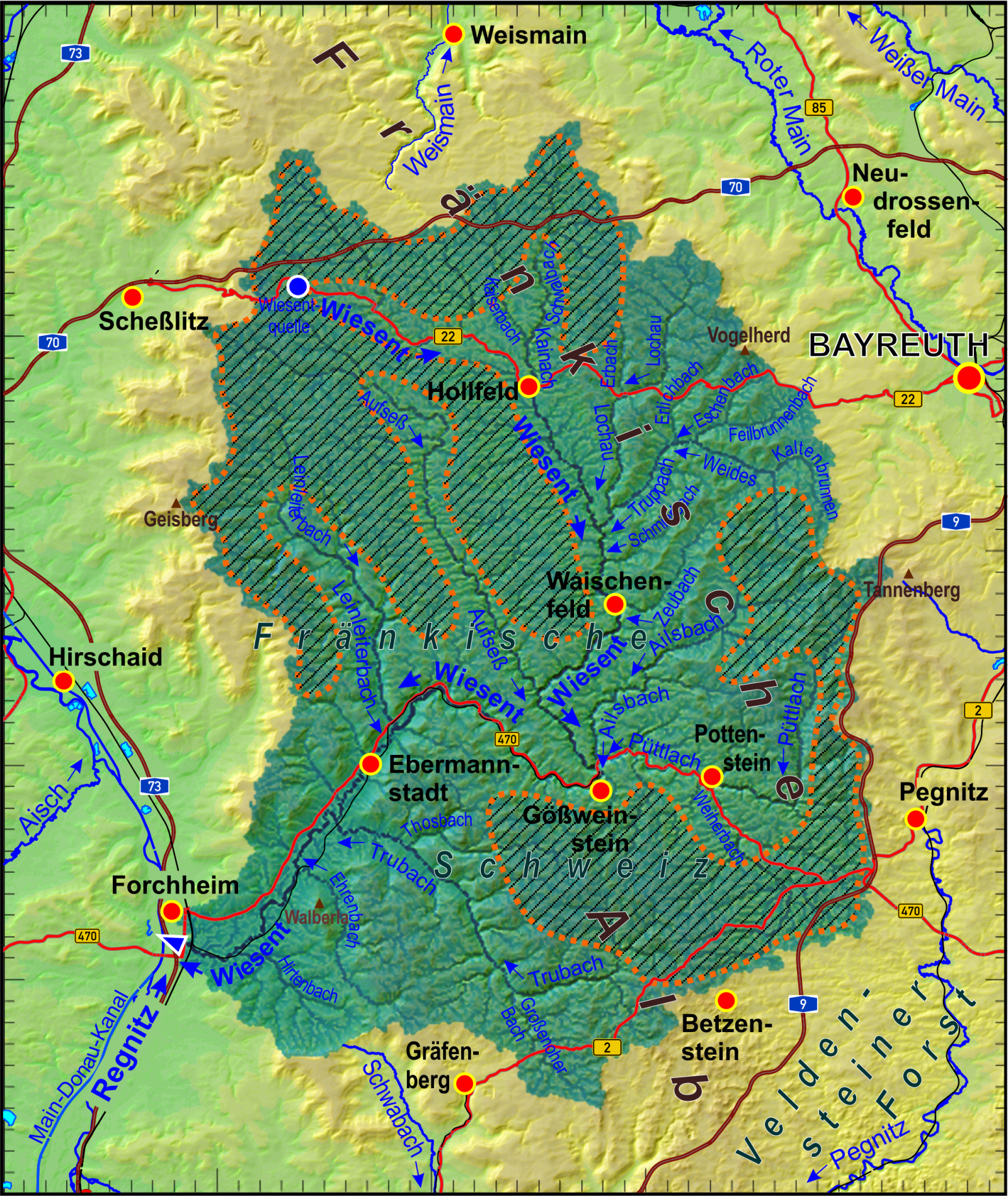
Einzugsgebiet der Wiesent

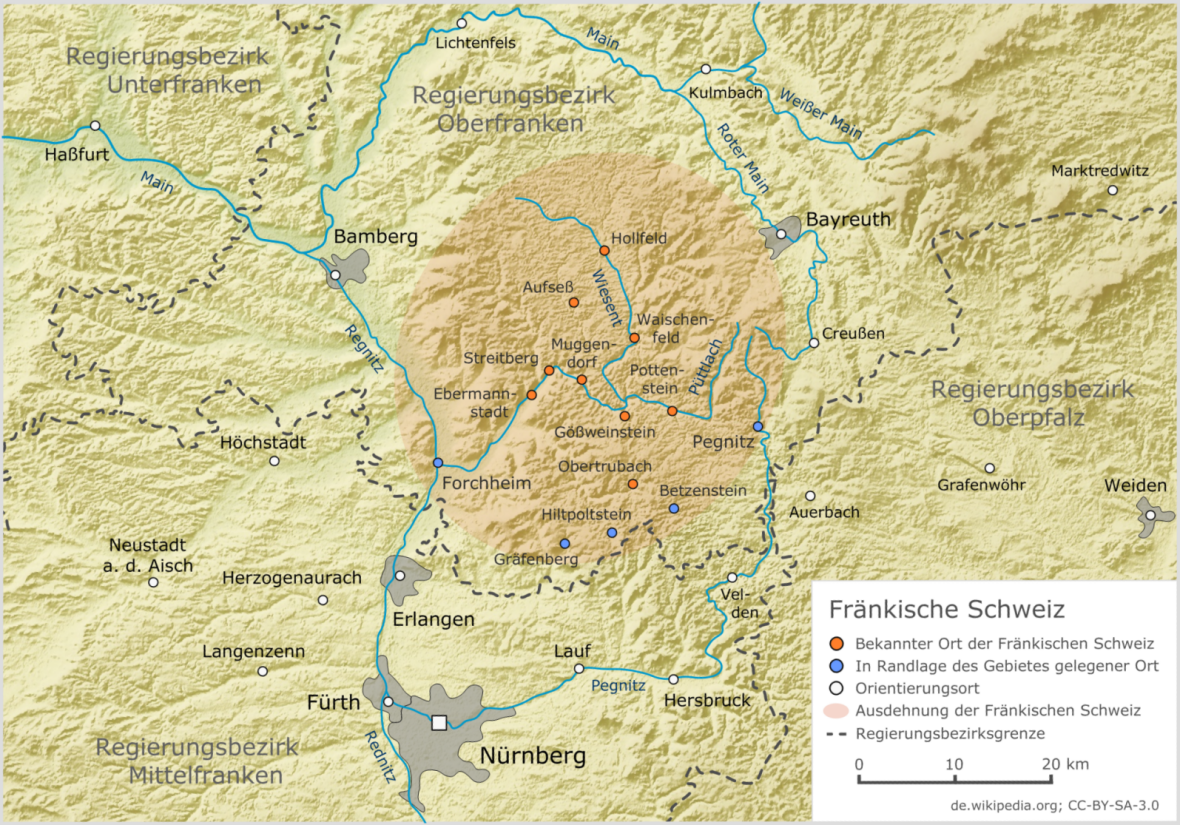
Territoriale Ausdehnung der Fränkischen Schweiz

Neuwirthshaus liegt im zentralen Teil der Fränkischen Schweiz und ein wenig nordwestlich des Unterlaufs der Truppach, die zum Flusssystem der Wiesent gehört. Die Nachbarorte sind Kalkbüsch im Norden, Plankenstein und Altneuwirthshaus im Nordosten, Schlotmühle im Südosten, Plankenfels im Südwesten und Hammer im Westen sowie Neumühle im Nordwesten. Das Dorf ist von dem einen halben Kilometer entfernten Plankenfels aus über die Staatsstraßen St 2191 und dann über eine Ortsverbindungsstraße erreichbar. Bis zur Auflassung der Bahnlinie Bayreuth–Hollfeld führte diese etwa einen halben Kilometer östlich des Dorfes vorbei.

## Geschichte
Das Dorf ist seit der mit dem bayerischen Gemeindeedikt von 1818 erfolgten Gemeindegründung ein Gemeindeteil der Gemeinde Plankenfels. Neuwirthshaus wurde zum letzten Mal 1970 im Amtlichen Ortsverzeichnis für Bayern als amtlich benannter Gemeindeteil der Gemeinde Plankenfels gelistet. Eine Einwohnerzahl wurde dabei nicht genannt, diese ist in der bei Altneuwirthshaus genannten Angabe von 244 Einwohnern mit enthalten. Die letzte separate Erhebung der Einwohnerzahl von Neuwirthshaus erfolgte im Jahr 1885, als für den Ort 89 Einwohner gezählt wurden.